# Гайдабура Аполлон Карпович
Аполлон Карпович Гайдабура (31 березня 1902, Одеса — 5 липня 1942, загинув у бою у с. Груздева, Калузька область, РРФСР) — радянський, український театральний актор і режисер.

## З життєпису
Уродженець Одеси, виріс у театральній родині. У роки Громадянської війни був у лавах РККА.
У 1925—1929 рр. служив у різних театрах України актором, асистентом режисера. З 1925 р. працював у першому Державному драматичному театрі УСРР ім. Т. Шевченка. З 1929 р. — у Харківському ТЮГу. Величезний вплив на нього справила робота в Київському театрі ім. М. Заньковецької та Ленінградському театрі «Жовтень» (з 1930 року).
Після закінчення режисерських курсів у Москві (1931) направлений в Тирасполь очолювати Український музично-драматичний театр МРСР (нині — Молдова). Українська держдрама була утворена на основі перебазованого в Тирасполь Київського театру ім. М. Коцюбинського, а також запрошених випускників Одеського музично-драматичного інституту, акторів Полтавського театру, пізніше — розформованого філії Одеської Держдрами. За 10 років Український музично-драматичний театр під керівництвом А. К. Гайдабури поставив понад 200 вистав української та російської класики, сучасних авторів.
З початком німецько-радянської війни евакуювався разом з театром. Деякий час працював з Миколаївським театром. 1941 року був представлений на отримання звання заслужений артист УРСР, однак не отримав його у зв'язку з початком воєнних дій. На початку 1942 р. добровольцем пішов на фронт. Загинув 5 липня 1942 в бою у с. Груздева Калузької області.

## Особисте життя
Був одружений з Чехович Катериною Петрівною (1903-1983).
У шлюбі народилася дочка Гайдабура Зоя (1922-2010), ветеран ВВВ.

## Творчість
Основне місце діяльності — Дніпропетровський український музично-драматичний театр.

### Ролі в театрі
- Ярема, Назар («Гайдамаки», «Назар Стодоля» по Т. Шевченко),
- Выборный («Наталка Полтавка» И. Котляревского),
- Платон («Платон Кречет» А. Корнейчука),
- Костя («Аристократы» Н. Погодина),
- Егор («Егор Булычев и другие» М. Горького),
- Граф Альбафьорита («Хозяйка заезда» К. Гольдони).

### Режисерскі постановки
- «Кармелюк» В. Суходольського,
- «Дівчата нашої країни» І. Микитенка,
- «Украдене щастя» І. Франка,
- «Вій» М. Кропивницького за М. Гоголем,
- «Циганка Аза» М. Старицького (усі — 1931—1941)
- «Богдан Хмельницький»